# Oreste Capuzzo
Oreste Capuzzo   (Rivarolo Ligure, 7 de desembre de 1908 - Gènova, 5 de desembre de 1985) va ser un gimnasta artístic italià que va competir durant la dècada de 1930.
El 1932 va prendre part en els Jocs Olímpics de Los Angeles, on disputà quatre proves del programa de gimnàstica. Guanyà la medalla d'or en la competició del concurs complet per equips. En les altre proves destaca la cinquena posició en l'exercici de terra i la setena en el concurs individual.
Quatre anys més tard, als Jocs de Berlín, disputà les vuit proves del programa de gimnàstica masculina. Fou cinquè en el concurs complet per equips i novè en les anelles, com a resultats més destacats.
En el seu palmarès també destaquen dos campionats nacionals d'anelles, el 1939 i 1940.